# Ladeira da Medias
Ladeira da Medias es una cumbre de la sierra del Eje, entre la comarca de Valdeorras (provincia de Orense) y la comarca de Sanabria (provincia de Zamora). Con una altura de 2066 m s. n. m., es la cuarta montaña más alta de Galicia. Sirve de frontera entre los municipios de Carballeda de Valdeorras (al norte) y Porto (al sur).